# Liquiditätstheorie
Unter Liquiditätstheorie des Geldes werden in der Volkswirtschaftslehre mehrere Theorien verstanden, die eine Gegenposition zum Monetarismus bilden.

## Allgemeines
Der Monetarismus geht davon aus, dass die Geldmenge die wichtigste Stellgröße zur Steuerung des Wirtschaftskreislaufes sei und geht von einer relativ stabilen Geldnachfrage aus. Der Liquiditätstheorie ist dieser Ansatz zu eng, weil er wesentliche, die Ausgabenpolitik der Wirtschaftssubjekte bestimmende Komponenten außer Acht lasse. Zudem ziehen Veränderungen der Realwirtschaft auch Veränderungen der Geldwirtschaft nach sich, die im Monetarismus weitgehend unberücksichtigt bleiben.

## Inhalt
Liquidität ist nicht nur der Zahlungsmittelbestand (Bargeld, Bankguthaben), sondern auch die antizipierte Verfügbarkeit von Zahlungsmitteln zu jenem künftigen Zeitpunkt, an dem sie für Ausgaben benötigt werden. Dazu gehören sämtliche Aktiva, die zum Zahlungszeitpunkt monetarisiert werden können wie Vermögen, künftige Kredite, Prolongationen oder Umschuldungen von Krediten. Da Liquidität und Geld eng miteinander verknüpft sind, ist die Geldtheorie eine die Liquiditätstheorie flankierende Theorie.  
John Maynard Keynes fügte als Ausgabenmotive dem Transaktionsmotiv noch das Vorsichts- (englisch precautionary motive) und das Spekulationsmotiv (englisch speculative motive) der Geldhaltung hinzu. Während das Vorsichtsmotiv die Geldnachfrage mit der Unsicherheit der Wirtschaftssubjekte über Zeitpunkte und Höhe künftiger Zahlungen erklärt, stellt das Spekulationsmotiv auf die Kapitalertrag bringende Kapitalanlage ab. Geldnachfrage entsteht also nicht nur durch Güternachfrage (Transaktionsmotiv), sondern auch durch ein Liquiditätsrisiko (Vorsichtsmotiv) und eine alternative Kapitalanlage (Spekulationsmotiv).
Die Liquiditätstheorie des Geldes geht von der Annahme aus, dass auf der Mikroebene die aktuelle Liquidität der Wirtschaftssubjekte deren Ausgabeverhalten beeinflusst und auf der Makroebene der Gesamtwirtschaft entsprechend die gesamtwirtschaftliche Liquidität. Die Geldmenge ist nur ein Teil dieser Liquidität, da Ausgaben nicht nur mit Geld, sondern eben auch mit Kredit und durch Monetarisierung von Vermögen bestritten werden können. Wer über knappe Liquidität verfügt, wird nur die nötigsten Ausgaben etwa für die Befriedigung der Grundbedürfnisse bestreiten. Ist reichlich Liquidität vorhanden, kann in Luxusgüter und/oder das Spekulationsmotiv investiert werden.   
Keynes nannte die Tendenz der Wirtschaftssubjekte, Bargeld oder Primärliquidität zu halten, Liquiditätspräferenz (englisch liquidity preference), worüber seine Liquiditätspräferenztheorie entstand. Die Liquiditätsvorliebe nimmt danach ab mit steigender Anleihenrendite und umgekehrt, denn Wirtschaftssubjekte werden einen Teil ihrer für das Transaktionsmotiv vorgesehenen Liquidität dem Spekulationsmotiv zur Anschaffung von Anleihen zuführen.

## Wirtschaftliche Aspekte
Die Liquiditätstheorie betont die Bankenliquidität (in Form der Überschussreserven) als die entscheidende Ursache für die Kreditschöpfung des Bankensystems und die Vermehrung der Geldmenge über den Geldschöpfungsmultiplikator. Die Liquiditätstheorie sagt ferner über die Überschussreserven aus, dass Kreditinstitute aus Gründen der Rentabilität – wenn überhaupt – nur eine sehr geringe Überschussreserve halten und deshalb vielmehr potenzielle Liquiditätsreserven (Geldmarktpapiere oder freie Hauptrefinanzierungsinstrumente bei der Zentralbank) bevorzugen, mit deren Hilfe sich die Geschäftsbanken jederzeit Zentralbankgeld beschaffen können. Die Obergrenze der Kreditschöpfung ist erreicht, wenn das potenzielle Zentralbankgeld in aktuelles Zentralbankgeld umgewandelt worden ist und daher der Liquiditätsgrad gleich Null ist. Die durch Geldschöpfung des Bankensystems aufgeblähte Geldmenge kann im Rahmen der Geldpolitik der Zentralbanken lediglich durch die Veränderung der Mindestreserve gesteuert werden. 
Kritisch anzumerken ist, dass durch die Einbeziehung des Vermögens als potenzielle Liquidität die Liquiditätstheorie nicht messbare und damit empirisch nicht überprüfbare Merkmale einer subjektiven Liquidität enthält.